# Маркес Сикейра, Жаилсон
Жа́илсон Ма́ркес Сике́йра (порт.-браз. Jailson Marques Siqueira; род. 7 сентября 1995 года в Касапава-ду-Сул, Риу-Гранди-ду-Сул) — бразильский футболист, опорный полузащитник испанского клуба «Сельта».

## Биография
Жаилсон — воспитанник клубов «Гуарани» из Баже и «Гремио». В 2015 году он был включён в заявку на сезон последнего. В том же году для получения игровой практики Жаилсон на правах аренды перешёл в «Шапекоэнсе». 19 марта в поединке Кубка Бразилии против «Интерпорто» он дебютировал за новый клуб. По окончании аренды Жаилсон вернулся в «Гремио». 11 июня 2016 года в матче против Флуминенсе он дебютировал в бразильской Серии А. 16 июня в поединке против своего бывшего клуба «Шапекоэнсе» Жаилсон забил свой первый гол за «Гремио». В том же году он помог клубу завоевать Кубок Бразилии. В 2017 году вместе с «Гремио» завоевал Кубок Либертадорес.
31 августа 2018 года Жаилсон перешёл в турецкий «Фенербахче».
В 2020 году перешёл в китайский клуб «Далянь Про». Сыграл за эту команду шесть матчей в чемпионате Китая, после чего в межсезонье уехал на родину. Однако из-за пандемии COVID-19 и закрытия границ он не смог вернуться в азиатскую страну на протяжении всего 2021 года. По этой причине он пропустил весь сезон. В начале 2022 года полузащитник стал свободным агентом и сразу же подписал контракт с «Палмейрасом».

## Достижения
- Чемпион штата Риу-Гранди-ду-Сул (1): 2018
- Чемпион Кубка Бразилии (1): 2016
- Обладатель Кубка Либертадорес (1): 2017
- Обладатель Рекопы Южной Америки (1): 2018